# Josefine Jakobsen
Josefine Jakobsen (født 17. maj 1991 i Tårnby, Danmark) er en kvindelig dansk ishockeyspiller, der spiller angreb for Danmarks kvindeishockeylandshold og svenske Djurgårdens IF i den bedste svenske ishockeyrække Svenska damhockeyligan (SDHL). Hun har været ishockeyspiller siden 2004 og har også optrådt for amerikanske og svenske klubber.
Hun flyttede i sæsonen 2011–12 til USA, for at studere og spille ishockey for University of North Dakotas kvindehold North Dakota Fighting Hawks i NCAA Division I, hvor hun spillede i fire år under hendes nuværende landstræner svenske Peter Elander. Hun vandt også det svenske mesterskab med Djurgårdens IF i 2017.
Jakobsen har i alt deltaget ved flere slutrunder for Danmark i VM i ishockey for kvinder i både Division IA, Division II og Topdivisionen ved VM 2021 i Canada. Hun deltog desuden under Vinter-OL 2022 i Beijing, hvor det danske hold blev nummer 10. Hun er desuden landsholdets anfører/holdkaptajn.
Hun er desuden lillesøster til Julian Jakobsen, der også optræder for Danmarks ishockeylandshold og Aalborg Pirates i Superisligaen.